# Sandy & Junior
Sandy & Junior è un duo musicale pop brasiliano composto da due fratelli: Sandy Leah Lima (nata il 28 gennaio 1983) e Durval de Lima Junior (nato l'11 aprile 1984), in attività dal 1991 al 2007 e poi dal 2019. Talvolta si sono cimentati anche come attori.

## Carriera
Sandy & Junior cominciano la loro carriera interpretando canzoni per bambini nel loro paese. Il loro primo singolo si intitola Maria Chiquinha. 
Sono stati gli interpreti pop a riscontrare più successo in Brasile con circa 15 milioni di dischi venduti. Hanno inoltre lavorato insieme a grandi personaggi della musica come: Michael Jackson, Céline Dion, Andrea Bocelli, Mariah Carey, Laura Pausini ed Enrique Iglesias. Alcuni loro pezzi sono presenti nelle colonne sonore dei film Mulan e Johnny English. Hanno anche ricevuto numerosi riconoscimenti da parte di Mtv.
In Italia sono noti soprattutto per la cover in lingua portoghese del brano Incancellabile di Laura Pausini, e per il loro brano Love never fails (contenuto nell'album Internacional del 2002), presente in alcuni episodi del famoso telefilm Paso adelante. 
Nel 2003 hanno recitato come protagonisti nel film Acquaria della regista brasiliana Flavia Moraes.
Nel dicembre 2007 il gruppo viene sciolto: Sandy continua la carriera da solista; Durval Junior prende parte al gruppo rock Nove Mil Anjos (2009) e il gruppo di musica elettronica Dexterz (2009-2014) per poi dedicarsi alla carriera solista. 
Dal 2019 Sandy e Junior annunciano il ritorno del gruppo.

## Discografia
- 1991 - Aniversário do Tatu
- 1992 - Sábado a Noite
- 1993 - Tô Ligado Em Você
- 1994 - Pra Dançar Com Você
- 1995 - Você é D+
- 1996 - Dig-Dig-Joy
- 1997 - Sonho Azul
- 1998 - Era Uma Vez (Ao Vivo)
- 1999 - As Quatro Estações
- 2000 - Todas As Estações - Remixes
- 2000 - As Quatro Estações - O show
- 2001 - Sandy e Junior (2001)
- 2002 - Internacional
- 2002 - Ao Vivo no Maracanã/Internacional Extras
- 2003 - Identidade
- 2006 - Sandy e Junior
- 2007 - Acústico MTV